# جون ستيفنز (مغني أسترالي)
جون ستيفنز (بالإنجليزية: Jon Stevens)‏ هو مغني أسترالي، ولد في 13 أكتوبر 1962 في نيوزيلندا.

## وصلات خارجية
- جون ستيفنز على موقع IMDb (الإنجليزية)
- جون ستيفنز على موقع ميوزك برينز (الإنجليزية)
- جون ستيفنز على موقع ديسكوغز (الإنجليزية)